# Viengchanh FC
Der Viengchanh  Football Club ist ein laotischer Fußballverein aus Vientiane. Aktuell spielt die Fußballmannschaft in der höchsten Liga des Landes, der Lao Premier League.

## Stadion
Die Spiele der Saison 2020 werden im New Laos National Stadium in Vientiane ausgetragen. Das Stadion hat ein Fassungsvermögen von 25.000 Personen.
Koordinaten: 18° 3′ 43,7″ N, 102° 42′ 14,3″ O